# Derechos humanos en Afganistán
Los derechos humanos en Afganistán son un tema controvertido que puede generar conflicto debido a la situación crítica que ha vivido este país en los últimos 40 años. Si bien los talibanes eran conocidos por numerosos abusos contra los derechos humanos, varias violaciones de los derechos humanos continúan ocurriendo en la era posterior al gobierno talibán, y han ocurrido antes de la llegada de este grupo. Afganistán tiene un marco de derechos humanos fuerte dentro de su constitución.
Una declaración de derechos está consagrada en el capítulo dos de la constitución de la República Islámica de Afganistán. El derecho a la vida y la libertad están constitucionalmente protegidos, al igual que el derecho a un juicio justo y la presunción de inocencia para todas las personas. Esto le da a la República Islámica de Afganistán un sólido marco de derechos humanos garantizado a todos los ciudadanos.
Las Fuerzas de Seguridad Afganas y su agencia de inteligencia han sido acusados de cometer graves violaciones de derechos humanos como desaparición forzada, ejecuciones extrajudiciales y torturas de sospechosos. Además, las fuerzas de seguridad afganas y la  Fuerza aérea afgana también han participado en el asesinato de civiles en operaciones terrestres, así como en ataques aéreos.

## Historia
Bajo la monarquía de Mohamed Zahir Shah, los derechos humanos generalmente eran respetados. El Primer ministro a partir de 1949, Shah Mahmud Khan, aumentó la libertad de prensa, pero estos movimientos pronto fueron revertidos. La Ley de Prensa implementada en julio de 1965 le dio a la prensa considerable libertad por primera vez. Si bien la prensa era en su mayoría libre, en algunos casos el Rey cerró los medios de comunicación de los disidentes que se consideraban amenazantes. La república comunista Khalq que gobernó Afganistán después de la Revolución Saur en 1978 fue brutal, suprimiendo vigorosamente la oposición. El gobierno secuestró y ejecutó a miles de prisioneros, disidentes civiles rurales.
El nuevo líder Babrak Karmal prometió poner fin a la brutalidad del Khalq, lo que hizo en parte, pero los abusos contra los derechos humanos continuaron. El gobierno junto con los soviéticos (durante la guerra soviética-afgana) apuntaron intencionalmente a asentamientos civiles en áreas rurales. Bajo las reformas del Presidente Mohammad Najibullah, la libertad de expresión mejoró aún más, pero los derechos humanos en general permanecieron restringidos.
En la década de 1990, varias milicias cometieron atrocidades contra civiles. Los ataques indiscriminados con cohetes durante la  Batalla de Kabul, especialmente los de la milicia de Gulbuddin Hekmatyar, mataron a miles de civiles. Los talibanes, en el poder desde 1996, impusieron fuertes restricciones a las mujeres, llevaron a cabo ejecuciones públicas e impidieron que la ayuda internacional ingresara al país para los civiles hambrientos.

### sigloXXI
El Acuerdo de Bonn de 2001 estableció la Comisión Independiente de Derechos Humanos de Afganistán como institución nacional de derechos humanos para proteger y promover los derechos humanos e investigar abusos derechos humanos y crímenes de guerra. La Constitución de Afganistán de 2004 afianzó la existencia del Comisión Independiente. Si bien la agitación en curso, la violencia y los esfuerzos de reconstrucción a menudo dificultan tener una idea precisa de lo que está sucediendo, varios informes de ONG's han acusado a varias ramas del gobierno afgano de participar en violaciones de derechos humanos.
También ha habido varios abusos contra los derechos humanos cometidos por soldados estadounidenses contra civiles afganos, especialmente en las prisiones de Baghram, donde civiles inocentes sufrieron tortura, condiciones humillantes y tratos inhumanos. Los Estados Unidos fueron fuertemente criticados por la sentencia indulgente para los soldados responsables.  Los ex señores de la guerra afganos y los hombres fuertes políticos apoyados por los Estados Unidos durante la expulsión de los talibanes fueron responsables de numerosas violaciones de derechos humanos en 2003, incluidos secuestros, violaciones, robos y extorsiones. Varios miles de personas en Afganistán han sido víctimas de desaparición forzada en las últimas cuatro décadas.

#### Acuerdo sobre la tortura
En marzo de 2002,  ABC News  afirmó que altos funcionarios de la CIA autorizaron técnicas controvertidas y duras de interrogatorio. Las posibles técnicas de interrogatorio incluían sacudir y abofetear, encadenar a los prisioneros en una posición de pie, mantener al prisionero en una celda fría y mojarlos con agua, y el submarino. Un estudio de las Naciones Unidas en 2011 informó sobre entrevistas con 379 detenidos y encontró que los detenidos por la policía o los servicios de inteligencia fueron sometidos a palizas, extracción de uñas de los pies y descargas eléctricas.

#### Elecciones durante el combate
Varias elecciones se han celebrado en Afganistán desde 2001. La elección del 18 de septiembre de 2010, para la Asamblea Nacional, con 2499 candidatos reportados compitieron por 250 escaños. Durante las elecciones  los talibanes atacaron a muchos de los involucrados, matando a 11 civiles y 3 policías nacionales afganos en más de 300 ataques en las urnas. El bajo número de muertos a manos de los talibanes se puede atribuir a las operaciones intensificadas dirigidas específicamente a los líderes de los insurgentes que planean ataques en los días previos a las elecciones, que capturaron a centenares de insurgentes y explosivos. La participación en la elección fue del 40 %.

## Sistema de justicia
Afganistán tiene dos sistemas de justicia dominantes: el sistema estatal formal y el sistema tradicional informal. A pesar de la existencia de un sistema judicial ordinario, p. El Tribunal Supremo, el Tribunal de Seguridad Nacional (que se ocupa de casos relacionados con el terrorismo), los tribunales de primera y segunda instancia, las instituciones tradicionales "jirga" y "shura" están en funcionamiento.

## Ley y orden
La Dirección Nacional de Seguridad, la agencia de seguridad nacional de Afganistán, ha sido acusada de administrar sus propias cárceles, torturar a sospechosos y acosar a periodistas. También ha sido acusado de matar deliberadamente a civiles durante sus redadas.
Las fuerzas de seguridad de las milicias locales, que también tienen sus propias cárceles, han sido acusadas de tortura y asesinatos arbitrarios. Los Señor de la guerra en el norte han usado la destrucción de propiedades, violaciones y asesinatos para disuadir a los Pastunes desplazados de reclamar sus casas. El trabajo infantil y trata de personas siguen siendo comunes fuera de Kabul. Los civiles con frecuencia han sido asesinados en batallas entre las fuerzas del los Señor de la Guerra. Las malas condiciones en las prisiones superpobladas han contribuido a la enfermedad y la muerte de los presos. Un programa de rehabilitación penitenciaria comenzó en 2003.
En ausencia de un sistema judicial nacional efectivo, el derecho a la protección judicial se ha visto comprometido ya que las normas locales desiguales han prevalecido en los juicios penales. Los principios de un juicio justo están consagrados en la constitución afgana y el procedimiento penal, pero con frecuencia se violan por varias razones, incluida la falta de personal bien educado y profesional (especialmente abogados defensores), la falta de recursos materiales, la corrupción y la interferencia ilegal de los caudillos y políticos. Varios miles de personas en Afganistán han sido víctimas de desaparición forzada en las últimas cuatro décadas.

## Libertad de expresión y medios de comunicación
El artículo 34 de la constitución de Afganistán permite libertad de expresión y de prensa, aunque existen restricciones en los medios que pueden invocar la  ley islámica o ser ofensivas para otras sectas. Sin embargo, ha habido hostigamiento y amenazas contra periodistas y expertos legales, especialmente fuera de Kabul. La libertad de prensa fue garantizada por el presidente interino Hamid Karzai en febrero de 2002. La Ley de Medios de 2004 fue firmada por Karzai en 2005. En 2008, el documentalista Nasir Fayaz fue arrestado por criticar a los políticos del gabinete del presidente en su programa semanal en Ariana TV. El arresto provocó una protesta de los periodistas y violó el artículo 34 que dice "La libertad de expresión será inviolable". Afganistán ocupa el puesto 120 en el 2017 del Índice de libertad de prensa, mejor que todos sus vecinos.
Los periodistas en Afganistán enfrentan amenazas tanto de las fuerzas de seguridad como de los insurgentes y diferentes grupos armados locales. Los periodistas son amenazados, agredidos y asesinados por funcionarios afganos, señores de la guerra e insurgentes para evitar que denuncien. Además, un informe de Human Rights Watch afirma que muchos periodistas afganos se autocensuran evitando informar sobre temas delicados. El Comité de Seguridad de Periodistas Afganos en 2017 afirma que el gobierno afgano representó el 46% de los ataques contra periodistas afganos. Mientras que los insurgentes fueron responsables del resto de los ataques.

## Libertad religiosa
No se requiere registro de grupos religiosos. Los grupos religiosos minoritarios pueden practicar libremente pero no de hacer proselitismo. El islam es la religión oficial, toda ley debe ser compatible con la moral islámica, y el presidente y el vicepresidente deben ser musulmanes.
Apostasía sigue siendo castigada oficialmente con la muerte, según la Constitución de Afganistán. En 2006, Abdul Rahman, un musulmán afgano que había sido arrestado por convertirse al cristianismo, recibió permiso presidencial para abandonar el país y se mudó a Italia, donde recibió asilo. En 2014, un musulmán afgano que renunció al Islam y se convirtió en ateo recibió asilo en el Reino Unido, con el argumento de que podría enfrentar la muerte si regresara a su país.

## Derechos de las mujeres

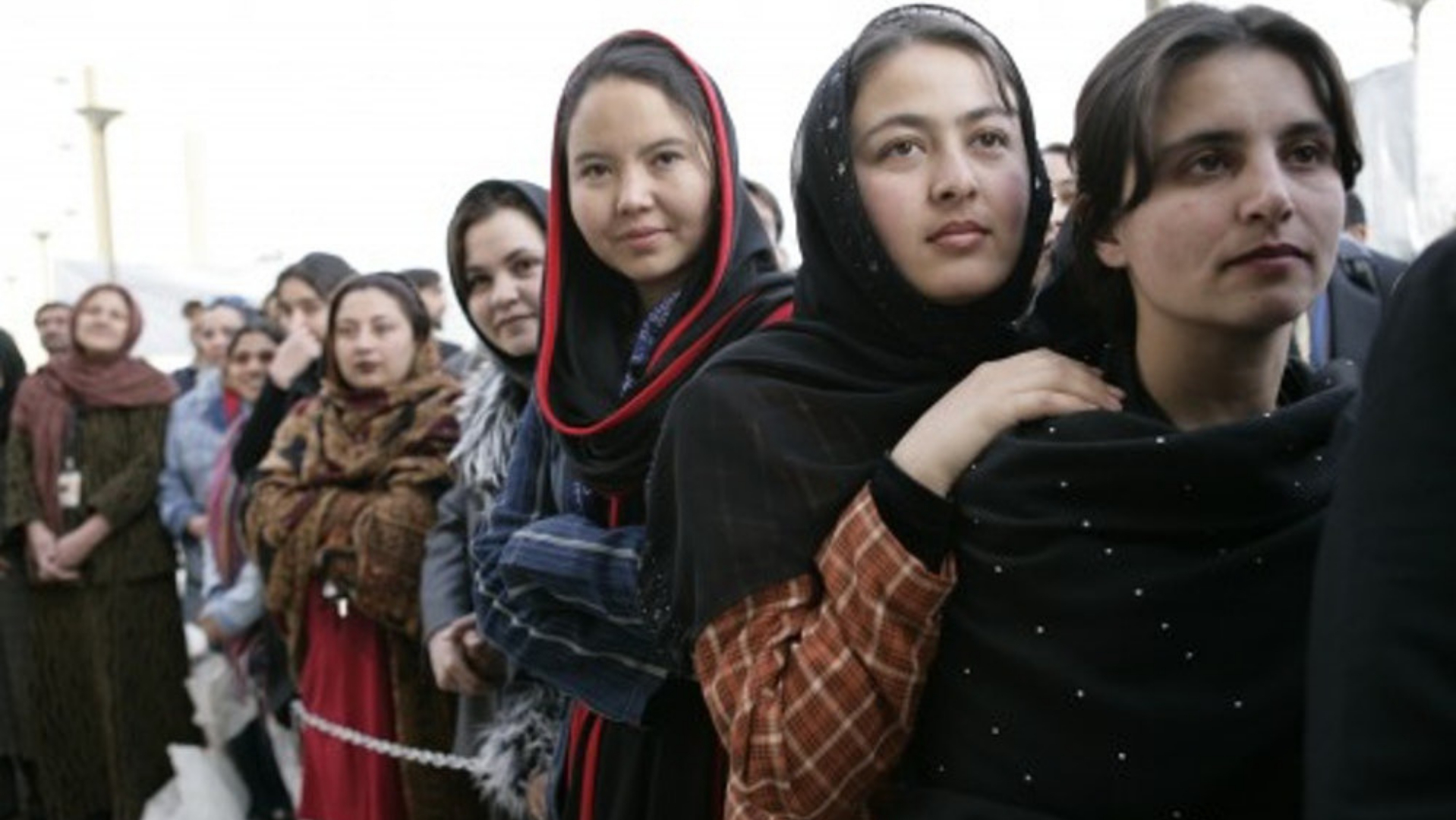
Constitucionalmente, las mujeres tienen los mismos derechos que los hombres, que estaban severamente restringidos en el régimen talibán.

La Constitución promete la igualdad de derechos para hombres y mujeres, y las mujeres pueden trabajar fuera del hogar, participar en actividades políticas, y la Constitución exige que cada partido político designe un cierto número de candidatas mujeres.
Durante el tiempo del gobierno talibán, a las mujeres se les quitaron prácticamente todos sus derechos. Los asuntos que iban desde el uso de esmalte de uñas hasta las oportunidades laborales estaban severamente restringidos. Al mantener a las mujeres en el interior, los talibanes afirmaron mantenerlas a salvo de daños.
A finales de marzo de 2009, el presidente Hamid Karzai firmó una "Ley de la familia chiíta" condenada internacionalmente, que aprueba a los cónyuges "aparentes" violaciones (en el Artículo 132), matrimonio infantil e impone purdah a las mujeres afganas casadas. Aunque se dice que la legislación ofensiva estuvo inactiva durante un año, el presidente Karzai estaba tratando de obtener el apoyo de los legisladores chiitas del norte y oeste afgano y la vecina República Islámica del Irán, que está dominada por los chiitas. Según el periódico británico  Independent , el 'código de familia' no se leyó en la Cámara Alta/Senado, y también consagra la discriminación de género en la ley de herencia y el divorcio contra las mujeres
A pesar de varias promesas del gobierno de implementar la Resolución 1325 del Consejo de Seguridad de las Naciones Unidas, la ley no se pudo implementar. Las conversaciones de paz de Kabul que tuvieron lugar en junio de 2017 incluyeron solo dos mujeres entre 47 representantes gubernamentales e internacionales.

## Orientación sexual
La homosexualidad y el travestismo fueron crímenes capitales bajo los talibanes, pero se han reducido las penas a crímenes castigados con largas sentencias a prisión.